# Antoine Bemetzrieder
Antoine Bemetzrieder (en allemand : Anton Bemetzrieder) est un compositeur, théoricien et professeur de musique français né à Dauendorf le 26 mars 1739 et décédé à Londres en 1817.
Il suit d'abord des études à Strasbourg et est diplômé en philosophie en 1760 et en droit en 1762. Il part s'installer à Paris en 1766 et entame l'étude de la musique qu'il enseigne bientôt. En particulier, il fut engagé par Denis Diderot en 1769 pour enseigner le clavecin à sa fille.
Son premier ouvrage, les Leçons de clavecin, et Principes d'harmonie rencontra un vif succès. Il y avait pu profiter de l'aide de Diderot qui donna sans doute sa forme de dialogue à ce traité pédagogique. Bemetzrieder publiera d'autres ouvrages pédagogiques jusqu'à son départ pour Londres en 1781.
Il y enseigne encore la musique, réédite ses œuvres et en écrit de nouvelles sur la musique, les mathématiques, la philosophie et l'éthique.

## Œuvres
- Leçons de clavecin et principes d′harmonie, Paris, Bluet, 1771. Avec une large collaboration de Denis Diderot. Disponible en ligne et ré-édité en fac-simile par Phénix éditions en 2001  (ISBN 9782745808561).
- Nouvel essai sur l'harmonie, suite du Traité de musique, Paris, 1779 (en ligne) ; rééd. Kessinger Publishing, 2010  (ISBN 9781160214483).
- Lettre (…) à M. le baron de S*** concernant les dièzes et les bémols, Paris, 1773
- The art of modulating illustrated in one grand lesson and two preludes for the pianoforte, harpsichord or organ, London, T. Skillern, 1796, 39 p.
- Humble petition of Sophia, Frances, & Louisa B*** to the Honourable Chiefs of the three musical armies who guard the vineyard in England with the answer (...), London, 1786.
- Précis d'une nouvelle méthode de musique, 1782, Londres, à compte d'auteur.
- Opera 7ma (sic) being a specimen of composition useful to the performer and singer and very curious for a composer, 1790.
- Twelve lessons for the piano forte, 1802.
- The Abcd of music : a lesson for the organ, harpsichord or piano-forte, London , 1787.